# Torneo femenino de baloncesto en los Juegos Olímpicos de París 2024
El torneo femenino de baloncesto en los Juegos Olímpicos de París 2024 fue la decimotercera edición del evento en los Juegos Olímpicos de Verano y tuvo lugar del 28 de julio al 11 de agosto de 2024. Los partidos de la fase preliminar se realizaron en el Estadio Pierre-Mauroy de Villeneuve-d'Ascq, mientras que la Arena Bercy de París fue el recinto de las finales.

## Calendario de competición
El calendario del torneo es el siguiente.
| G | Fase de grupos | ¼ | Cuartos de final | ½ | Semifinales | B | Partido por medalla de bronce | F | Final por medalla de oro |

| Evento↓/Fecha → | Dom 28 | Lun 29 | Mar 30 | Mié 31 | Jue 1 | Vie 2 | Sáb 3 | Dom 4 | Lun 5 | Mar 6 | Mié 7 | Jue 8 | Vie 9 | Sáb 10 | Dom 11 | Dom 11 |
| --------------- | ------ | ------ | ------ | ------ | ----- | ----- | ----- | ----- | ----- | ----- | ----- | ----- | ----- | ------ | ------ | ------ |
| Femenino        | G      | G      |        | G      | G     |       | G     | G     |       |       | ¼     |       | ½     |        | B      | F      |

### Formato de competición
Al igual que en la edición anterior, este torneo de baloncesto olímpico inició con una fase de grupos donde los doce equipos se dividieron en tres grupos de cuatro selecciones. Durante la fase de grupos, los equipos se enfrentaron una vez en un sistema de todos contra todos. Al finalizar esta fase, los dos mejores de cada grupo y los dos mejores equipos que acabaron en tercer lugar clasificaron a la fase de cuartos de final.
Tras la fase de grupos, los ocho equipos clasificados fueron acomodados en cuatro bombos de acuerdos a sus resultados para los cuartos de final. Los dos mejores estuvieron en el primer bombo siendo cabezas de serie (Bombo D), después completaron el tercer y cuarto mejores (Bombo E), quinto y sexto lugar (Bombo F), y el séptimo y octavo (Bombo G). Los equipos del bombo D enfrentaron a los del bombo G y los conjuntos del bombo E enfrentaron a los del bombo F. Los equipos que compartieron grupo no podían jugar en cuartos entre sí y si los dos equipos del bombo D avanzaban a semifinales, no podían jugar entre sí.
La fase final se jugó a partido único de eliminación directa y los ganadores de los cuartos avanzaron a semifinales. Los dos perdedores de las semifinales disputaron el partido por la medalla de bronce, mientras los ganadores jugaron la final por el oro olímpico.

## Clasificación
| Competición          | Fecha                                   | Sede                 | Plazas | Equipos clasificados      |
| -------------------- | --------------------------------------- | -------------------- | ------ | ------------------------- |
| País anfitrión       | –                                       | –                    | 1      | Francia                   |
| Copa Mundial         | 22 de septiembre – 1 de octubre de 2022 | Australia            | 1      | Estados Unidos            |
| Torneo Preolímpico 1 | 8–11 de febrero de 2024                 | Xi'an ( China)       | 2      | China Puerto Rico         |
| Torneo Preolímpico 2 | 8–11 de febrero de 2024                 | Amberes · ( Bélgica) | 2      | Bélgica Nigeria           |
| Torneo Preolímpico 3 | 8–11 de febrero de 2024                 | Belém · ( Brasil)    | 3      | Australia Alemania Serbia |
| Torneo Preolímpico 4 | 8–11 de febrero de 2024                 | Sopron · ( Hungría)  | 3      | Japón España Canadá       |
| Total                |                                         |                      | 12     | 12                        |

## Sorteo de grupos
Para determinar los grupos de la fase preliminar se realizó un sorteo de los equipos clasificados. Estos fueron repartidos en cuatro bombos distintos de tres cada uno de acuerdo a su posición en la clasificación mundial de FIBA (entre paréntesis en la tabla).
| Bombo 1                                    | Bombo 2                           | Bombo 3                           | Bombo 4                                     |
| ------------------------------------------ | --------------------------------- | --------------------------------- | ------------------------------------------- |
| Estados Unidos (1) China (2) Australia (3) | España (4) Canadá (5) Bélgica (6) | Francia (7) Japón (9) Serbia (10) | Puerto Rico (11) Nigeria (12) Alemania (19) |

El sorteo se celebró el 19 de marzo de 2024 en la sede de la FIBA, en la localidad suiza de Mies, y contó con la presencia de los exjugadores Carmelo Anthony y Penny Taylor para asistir en su desarrollo. El sorteo dispuso los tres grupos (A, B y C) de cuatro equipos cada uno, con las siguientes limitaciones: en cada grupo debía haber un máximo de dos equipos europeos, mientras que no podía haber más de uno para el resto de los continentes.
| Grupo A                         | Grupo B                          | Grupo C                               |
| ------------------------------- | -------------------------------- | ------------------------------------- |
| Serbia España China Puerto Rico | Canadá Nigeria Australia Francia | Alemania Estados Unidos Japón Bélgica |

## Sedes
El torneo se disputó en dos sedes: la fase de grupos en el Estadio Pierre-Mauroy de Villeneuve-d'Ascq, ciudad perteneciente al área metropolitana de Lille, y las finales en la Arena Bercy, ubicada en el XII Distrito de París.
| Villeneuve-d'Ascq (fase de grupos) | París (fase final) | Baloncesto en París 2024 |
| ---------------------------------- | ------------------ | ------------------------ |
| Estadio Pierre-Mauroy              | Arena Bercy        | Villeneuve-d'Ascq París  |
| Capacidad: 27 000                  | Capacidad: 15 000  | Villeneuve-d'Ascq París  |
|                                    |                    | Villeneuve-d'Ascq París  |

## Árbitros
Se seleccionaron treinta árbitros para dirigir el torneo. La lista contó con la presencia de siete mujeres, lo que representó un aumento de las cinco que arbitraron durante Tokio 2020.
- Juan Fernández
- James Boyer
- Ademir Zurapović
- Matthew Kallio
- Maripier Malo
- Martin Vulić
- Maj Forsberg
- Carlos Peralta
- Boris Krejič
- Luis Castillo
- Ariadna Chueca
- Antonio Conde
- Amy Bonner
- Blanca Burns
- Jenna Reneau
- Yohan Rosso
- Péter Praksch
- Takaki Kato
- Yevgeniy Mikheyev
- Mārtiņš Kozlovskis
- Gatis Saliņš
- Rabah Noujaim
- Yann Davidson
- Omar Bermúdez
- Viola Györgyi
- Julio Anaya
- Wojciech Liszka
- Johnny Batista
- Roberto Vázquez
- Andrés Bartel

## Fase preliminar
Todos los horarios corresponden al huso horario local, UTC+2.

### Grupo A
| Pos. | Equipo      | PJ | G | P | PF  | PC  | DP  | Pts | Clasificación    |
| ---- | ----------- | -- | - | - | --- | --- | --- | --- | ---------------- |
| 1    | España      | 3  | 3 | 0 | 223 | 213 | +10 | 6   | Cuartos de final |
| 2    | Serbia      | 3  | 2 | 1 | 201 | 184 | +17 | 5   | Cuartos de final |
| 3    | China       | 3  | 1 | 2 | 228 | 229 | −1  | 4   |                  |
| 4    | Puerto Rico | 3  | 0 | 3 | 175 | 201 | −26 | 3   |                  |

 Fuente: FIBA
Jornada 1
| 28 de julio | España                                                                               | 90–89                                               | China                                                       | Villeneuve-d'Ascq                                                                                                   |  |
| 13:30       | Parciales: 13-22, 20-15, 20-22, 23-17 (T.E.: 14-13)                                  | Parciales: 13-22, 20-15, 20-22, 23-17 (T.E.: 14-13) | Parciales: 13-22, 20-15, 20-22, 23-17 (T.E.: 14-13)         | |  |
|             | Estadísticas Megan Gustafson 29 Megan Gustafson 8 Queralt Casas 8 Megan Gustafson 36 | Reporte Pts Reb Asts Val                            | Estadísticas 31 Li Yueru 15 Li Yueru 11 Li Meng 37 Li Yueru | Pabellón: Estadio Pierre-Mauroy Asistencia: 27 021 espectadores Árbitros: Viola Györgyi Maripier Malo Péter Praksch |  |

| 28 de julio | Serbia                                                                                        | 58–55                                | Puerto Rico                                                                           | Villeneuve-d'Ascq                                                                                                |  |
| 21:00       | Parciales: 23-15, 20-11, 12-10, 3-19                                                          | Parciales: 23-15, 20-11, 12-10, 3-19 | Parciales: 23-15, 20-11, 12-10, 3-19                                                  | |  |
|             | Estadísticas Dragana Stanković 15 Dragana Stanković 10 Yvonne Anderson 8 Dragana Stanković 23 | Reporte Pts Reb Asts Val             | Estadísticas 11 Trinity San Antonio 6 Tres jugadoras 7 Pamela Rosado 15 Pamela Rosado | Pabellón: Estadio Pierre-Mauroy Asistencia: 15 324 espectadores Árbitros: Maj Forsberg James Boyer Yann Davidson |  |

Jornada 2
| 31 de julio | Puerto Rico                                                                                   | 62–63                               | España                                                                                | Villeneuve-d'Ascq |  |
| 11:00       | Parciales: 9-18, 16-21, 19-5, 18-19                                                           | Parciales: 9-18, 16-21, 19-5, 18-19 | Parciales: 9-18, 16-21, 19-5, 18-19                                                   | |  |
|             | Estadísticas Arella Guirantes 15 Mya Hollingshed 12 Arella Guirantes 4 Trinity San Antonio 15 | Reporte Pts Reb Asts Val            | Estadísticas 18 Megan Gustafson 13 Megan Gustafson 4 Mariona Ortiz 22 Megan Gustafson | Pabellón: Estadio Pierre-Mauroy Asistencia: 23 942 espectadores Árbitros: Andrés Bartel Maripier Malo Yevgeniy Mikheyev |  |

| 31 de julio | China                                                                      | 59–81                                | Serbia                                                                                | Villeneuve-d'Ascq                                                                                               |  |
| 13:30       | Parciales: 17-23, 22-22, 11-17, 9-19                                       | Parciales: 17-23, 22-22, 11-17, 9-19 | Parciales: 17-23, 22-22, 11-17, 9-19                                                  | |  |
|             | Estadísticas W. Siyu, H. Xu 11 Li Yueru 11 W. Siyu, Y. Liwei 5 Li Yueru 15 | Reporte Pts Reb Asts Val             | Estadísticas 15 Yvonne Anderson 11 Tina Krajišnik 6 Yvonne Anderson 23 Tina Krajišnik | Pabellón: Estadio Pierre-Mauroy Asistencia: 23 942 espectadores Árbitros: Martin Vulić Maj Forsberg James Boyer |  |

Jornada 3
| 3 de agosto | China                                                      | 80–58                                 | Puerto Rico                                                                         | Villeneuve-d'Ascq                                                                                                   |  |
| 11:00       | Parciales: 17-11, 23-18, 22-16, 18-13                      | Parciales: 17-11, 23-18, 22-16, 18-13 | Parciales: 17-11, 23-18, 22-16, 18-13                                               | |  |
|             | Estadísticas Li Meng 18 Han Xu 9 Li Meng 7 Huang Sijing 17 | Reporte Pts Reb Asts Val              | Estadísticas 20 Arella Guirantes 8 Mya Hollingshed 5 Pamela Rosado 10 Brianna Jones | Pabellón: Estadio Pierre-Mauroy Asistencia: 26 595 espectadores Árbitros: Omar Bermúdez Rabah Noujaim Maripier Malo |  |

| 3 de agosto | Serbia                                                                                   | 62–70                                 | España                                                                 | Villeneuve-d'Ascq                                                                                                 |  |
| 13:30       | Parciales: 13-16, 15-21, 10-18, 24-15                                                    | Parciales: 13-16, 15-21, 10-18, 24-15 | Parciales: 13-16, 15-21, 10-18, 24-15                                  | |  |
|             | Estadísticas Yvonne Anderson 18 Dragana Stanković 5 Yvonne Anderson 7 Yvonne Anderson 20 | Reporte Pts Reb Asts Val              | Estadísticas 15 María Conde 9 Megan Gustafson 7 Laura Gil 16 Laura Gil | Pabellón: Estadio Pierre-Mauroy Asistencia: 26 595 espectadores Árbitros: Takaki Kato Viola Györgyi Yann Davidson |  |

### Grupo B
| Pos. | Equipo      | PJ | G | P | PF  | PC  | DP  | Pts | Clasificación    |
| ---- | ----------- | -- | - | - | --- | --- | --- | --- | ---------------- |
| 1    | Francia (H) | 3  | 2 | 1 | 222 | 187 | +35 | 5   | Cuartos de final |
| 2    | Australia   | 3  | 2 | 1 | 211 | 212 | −1  | 5   | Cuartos de final |
| 3    | Nigeria     | 3  | 2 | 1 | 208 | 207 | +1  | 5   | Cuartos de final |
| 4    | Canadá      | 3  | 0 | 3 | 189 | 224 | −35 | 3   |                  |

 Fuente: FIBA
Notas:
1. 1 2 3  Desempate por resultados directos: Francia 1-1 (3 Pts), +14 DP; Australia 1-1 (3 Pts), −6 DP; Nigeria 1-1 (3 Pts), −8 DP

Jornada 1
| 29 de julio | Nigeria                                                                                      | 75–62                                 | Australia                                                                            | Villeneuve-d'Ascq                                                                                               |  |
| 11:00       | Parciales: 18-17, 23-11, 10-19, 24-15                                                        | Parciales: 18-17, 23-11, 10-19, 24-15 | Parciales: 18-17, 23-11, 10-19, 24-15                                                | |  |
|             | Estadísticas Ezinne Kalu 19 P. Kunaiyi-Akpanah, M. Musa 7 Promise Amukamara 9 Ezinne Kalu 22 | Reporte Pts Reb Asts Val              | Estadísticas 15 Alanna Smith 12 Stephanie Talbot 10 Stephanie Talbot 16 Alanna Smith | Pabellón: Estadio Pierre-Mauroy Asistencia: 24 023 espectadores Árbitros: Amy Bonner Rabah Noujaim Jenna Reneau |  |

| 29 de julio | Canadá                                                                                            | 54–75                                | Francia                                                                              | Villeneuve-d'Ascq                                                                                                  |  |
| 17:15       | Parciales: 18-15, 2-23, 16-15, 18-22                                                              | Parciales: 18-15, 2-23, 16-15, 18-22 | Parciales: 18-15, 2-23, 16-15, 18-22                                                 | |  |
|             | Estadísticas S. Colley, K. Nurse 11 Kayla Alexander 10 Shay Colley 6 B. Carleton, K. Alexander 12 | Reporte Pts Reb Asts Val             | Estadísticas 13 Marième Badiane 6 Marième Badiane 8 Gabby Williams 20 Gabby Williams | Pabellón: Estadio Pierre-Mauroy Asistencia: 20 211 espectadores Árbitros: Boris Krejič Blanca Burns Ariadna Chueca |  |

Jornada 2
| 1 de agosto | Australia                                                                      | 70–65                                 | Canadá                                                                                    | Villeneuve-d'Ascq                                                                                                  |  |
| 13:30       | Parciales: 18-16, 20-16, 13-12, 19-21                                          | Parciales: 18-16, 20-16, 13-12, 19-21 | Parciales: 18-16, 20-16, 13-12, 19-21                                                     | |  |
|             | Estadísticas Sami Whitcomb 19 Steph Talbot 9 Sami Whitcomb 10 Sami Whitcomb 30 | Reporte Pts Reb Asts Val              | Estadísticas 19 Bridget Carleton 8 Bridget Carleton 8 Natalie Achonwa 28 Bridget Carleton | Pabellón: Estadio Pierre-Mauroy Asistencia: 20 962 espectadores Árbitros: Andrés Bartel Rabah Noujaim Jenna Reneau |  |

| 1 de agosto | Francia                                                                              | 75–54                                | Nigeria                                                                            | Villeneuve-d'Ascq                                                                                                 |  |
| 17:15       | Parciales: 24-20, 14-11, 16-8, 21-15                                                 | Parciales: 24-20, 14-11, 16-8, 21-15 | Parciales: 24-20, 14-11, 16-8, 21-15                                               | |  |
|             | Estadísticas Marine Johannès 15 Marième Badiane 6 Gabby Williams 7 Gabby Williams 23 | Reporte Pts Reb Asts Val             | Estadísticas 18 Ezinne Kalu 9 Murjanatu Musa 5 Promise Amukamara 11 Murjanatu Musa | Pabellón: Estadio Pierre-Mauroy Asistencia: 17 483 espectadores Árbitros: Amy Bonner Carlos Peralta Péter Praksch |  |

Jornada 3
| 4 de agosto | Canadá                                                                               | 70–79                                | Nigeria                                                                                  | Villeneuve-d'Ascq                                                                                                |  |
| 13:30       | Parciales: 18-18, 23-19, 5-23, 24-19                                                 | Parciales: 18-18, 23-19, 5-23, 24-19 | Parciales: 18-18, 23-19, 5-23, 24-19                                                     | |  |
|             | Estadísticas Shay Colley 17 Laetitia Amihere 11 cinco jugadoras 2 Kayla Alexander 18 | Reporte Pts Reb Asts Val             | Estadísticas 21 Ezinne Kalu 7 Pallas Kunaiyi-Akpannah 6 Promise Amukamara 18 Ezinne Kalu | Pabellón: Estadio Pierre-Mauroy Asistencia: 27 107 espectadores Árbitros: Amy Bonner Blanca Burns Ariadna Chueca |  |

| 4 de agosto | Australia                                                                                     | 79–72                                 | Francia                                                                              | Villeneuve-d'Ascq                                                                                                 |  |
| 21:00       | Parciales: 19-17, 15-17, 25-16, 20-22                                                         | Parciales: 19-17, 15-17, 25-16, 20-22 | Parciales: 19-17, 15-17, 25-16, 20-22                                                | |  |
|             | Estadísticas Tess Madgen 18 S. Talbot, E. Magbegor 6 Samantha Whitcomb 7 Samantha Whitcomb 21 | Reporte Pts Reb Asts Val              | Estadísticas 15 Gabby Williams 6 Marième Badiane 4 Romane Bernies 14 Marième Badiane | Pabellón: Estadio Pierre-Mauroy Asistencia: 27 193 espectadores Árbitros: Luis Castillo Maj Forsberg Jenna Reneau |  |

### Grupo C
| Pos. | Equipo         | PJ | G | P | PF  | PC  | DP  | Pts | Clasificación    |
| ---- | -------------- | -- | - | - | --- | --- | --- | --- | ---------------- |
| 1    | Estados Unidos | 3  | 3 | 0 | 276 | 218 | +58 | 6   | Cuartos de final |
| 2    | Alemania       | 3  | 2 | 1 | 226 | 220 | +6  | 5   | Cuartos de final |
| 3    | Bélgica        | 3  | 1 | 2 | 228 | 228 | 0   | 4   | Cuartos de final |
| 4    | Japón          | 3  | 0 | 3 | 198 | 262 | −64 | 3   |                  |

 Fuente: FIBA
Jornada 1
| 29 de julio | Alemania                                                                          | 83–69                                 | Bélgica                                                                          | Villeneuve-d'Ascq                                                                                                   |  |
| 13:30       | Parciales: 25-11, 21-14, 14-17, 23-27                                             | Parciales: 25-11, 21-14, 14-17, 23-27 | Parciales: 25-11, 21-14, 14-17, 23-27                                            | |  |
|             | Estadísticas Satou Sabally 17 Marie Gülich 7 Alexis Peterson 8 Alexis Peterson 21 | Reporte Pts Reb Asts Val              | Estadísticas 25 Emma Meesseman 6 Kyara Linskens 6 Julie Vanloo 26 Emma Meesseman | Pabellón: Estadio Pierre-Mauroy Asistencia: 20 211 espectadores Árbitros: Martin Vulić Carlos Peralta Yann Davidson |  |

| 29 de julio | Estados Unidos                                                            | 102–76                                | Japón                                                                                   | Villeneuve-d'Ascq |  |
| 21:00       | Parciales: 22-15, 28-24, 29-18, 23-19                                     | Parciales: 22-15, 28-24, 29-18, 23-19 | Parciales: 22-15, 28-24, 29-18, 23-19                                                   | |  |
|             | Estadísticas A'ja Wilson 24 A'ja Wilson 13 Chelsea Gray 13 A'ja Wilson 33 | Reporte Pts Reb Asts Val              | Estadísticas 24 Maki Takada 3 Cuatro jugadoras 5 R. Machida, M. Yamamoto 23 Maki Takada | Pabellón: Estadio Pierre-Mauroy Asistencia: 13 040 espectadores Árbitros: Luis Castillo Viola Györgyi Yevgeniy Mikheyev |  |

Jornada 2
| 1 de agosto | Japón                                                                       | 64–75                                 | Alemania                                                                                     | Villeneuve-d'Ascq |  |
| 11:00       | Parciales: 16-21, 20-21, 13-17, 15-16                                       | Parciales: 16-21, 20-21, 13-17, 15-16 | Parciales: 16-21, 20-21, 13-17, 15-16                                                        | |  |
|             | Estadísticas Maki Takada 15 Himawai Akaho 8 Rui Machida 9 Tres jugadoras 12 | Reporte Pts Reb Asts Val              | Estadísticas 33 Satou Sabally 10 M. Gülich, L. Geiselsoder 6 Leonie Fiebich 34 Satou Sabally | Pabellón: Estadio Pierre-Mauroy Asistencia: 20 962 espectadores Árbitros: Gatis Saliņš Viola Györgyi Yevgeniy Mikheyev |  |

| 1 de agosto | Bélgica                                                                                       | 74–87                                 | Estados Unidos                                                                             | Villeneuve-d'Ascq |  |
| 21:00       | Parciales: 23-23, 15-23, 15-14, 21-27                                                         | Parciales: 23-23, 15-23, 15-14, 21-27 | Parciales: 23-23, 15-23, 15-14, 21-27                                                      | |  |
|             | Estadísticas Emma Meesseman 24 A. Delaere, K. Linskens 5 Antonia Delaere 8 Antonia Delaere 23 | Reporte Pts Reb Asts Val              | Estadísticas 26 Breanna Stewart 13 A'ja Wilson 5 S. Ionescu, B. Stewart 35 Breanna Stewart | Pabellón: Estadio Pierre-Mauroy Asistencia: 25 044 espectadores Árbitros: Wojciech Liszka Luis Castillo Ariadna Chueca |  |

Jornada 3
| 4 de agosto | Japón                                                                                    | 58–85                                | Bélgica                                                                           | Villeneuve-d'Ascq |  |
| 11:00       | Parciales: 7-19, 16-20, 16-22, 19-24                                                     | Parciales: 7-19, 16-20, 16-22, 19-24 | Parciales: 7-19, 16-20, 16-22, 19-24                                              | |  |
|             | Estadísticas Saki Hayashi 13 Himawari Akaho 5 R. Machida, S. Miyazaki 4 tres jugadoras 8 | Reporte Pts Reb Asts Val             | Estadísticas 30 Emma Meesseman 11 Emma Meesseman 7 Becky Massey 40 Emma Meesseman | Pabellón: Estadio Pierre-Mauroy Asistencia: 25 134 espectadores Árbitros: Boris Krejič Wojciech Liszka Péter Praksch |  |

| 4 de agosto | Alemania                                                                                 | 68–87                                 | Estados Unidos                                                                   | Villeneuve-d'Ascq                                                                                                |  |
| 17:15       | Parciales: 19-16, 10-25, 17-28, 22-18                                                    | Parciales: 19-16, 10-25, 17-28, 22-18 | Parciales: 19-16, 10-25, 17-28, 22-18                                            | |  |
|             | Estadísticas Satou Sabally 15 Luisa Geiselsoder 8 Alexis Peterson 4 Luisa Geiselsoder 14 | Reporte Pts Reb Asts Val              | Estadísticas 19 Jackie Young 7 Napheesa Collier 5 tres jugadoras 21 Jackie Young | Pabellón: Estadio Pierre-Mauroy Asistencia: 25 844 espectadores Árbitros: Julio Anaya Gatis Saliņš Viola Györgyi |  |

### Clasificación de los mejores terceros
| Pos. | Grp | Equipo  | PJ | G | P | PF  | PC  | DP | Pts | Clasificación    |
| ---- | --- | ------- | -- | - | - | --- | --- | -- | --- | ---------------- |
| 1    | B   | Nigeria | 3  | 2 | 1 | 208 | 207 | +1 | 5   | Cuartos de final |
| 2    | C   | Bélgica | 3  | 1 | 2 | 228 | 228 | 0  | 4   | Cuartos de final |
| 3    | A   | China   | 3  | 1 | 2 | 228 | 229 | −1 | 4   |                  |

 Fuente: FIBA

## Fase final

### Clasificación y sorteo de cuartos
Los ocho equipos clasificados a cuartos de final se distribuyeron en cuatro bombos: D, E, F y G. Estos estuvieron formados de la siguiente manera:
- El bombo D estuvo compuesto por los dos mejores equipos que ocuparon la primera posición en sus grupos.
- El bombo E estuvo compuesto por el tercer mejor de entre los primeros y el mejor equipo de segunda posición.
- El bombo F estuvo compuesto por los dos equipos restantes de segunda posición.
- El bombo G estuvo compuesto por los dos mejores equipos que ocuparon la tercera posición.

Los cuartos de final se determinaron mediante un sorteo realizado el 4 de agosto una vez finalizada la fase preliminar de grupos. Los siguientes principios aplicaron al sorteo:
- Los equipos del bombo D enfrentaron a equipos del bombo G, mientras que los del bombo E cruzaron con los del bombo F.
- Los equipos que habían jugado en un mismo grupo durante la fase preliminar no podían enfrentarse en cuartos.[3][7]

| Pos. | Equipo         | PJ | G | P | PF  | PC  | DP  | Pts | Clasificación |
| ---- | -------------- | -- | - | - | --- | --- | --- | --- | ------------- |
| 1    | Estados Unidos | 3  | 3 | 0 | 276 | 218 | +58 | 6   | Bombo D       |
| 2    | España         | 3  | 3 | 0 | 223 | 213 | +10 | 6   | Bombo D       |
|      |                |    |   |   |     |     |     |     |               |
| 3    | Francia        | 3  | 2 | 1 | 222 | 187 | +35 | 5   | Bombo E       |
| 4    | Serbia         | 3  | 2 | 1 | 201 | 184 | +17 | 5   | Bombo E       |
|      |                |    |   |   |     |     |     |     |               |
| 5    | Alemania       | 3  | 2 | 1 | 226 | 220 | +6  | 5   | Bombo F       |
| 6    | Australia      | 3  | 2 | 1 | 211 | 212 | −1  | 5   | Bombo F       |
|      |                |    |   |   |     |     |     |     |               |
| 7    | Nigeria        | 3  | 2 | 1 | 208 | 207 | +1  | 5   | Bombo G       |
| 8    | Bélgica        | 3  | 1 | 2 | 228 | 228 | 0   | 4   | Bombo G       |

 Fuente: FIBA

### Cuadro de eliminatorias
|  | Cuartos de final | Cuartos de final |                |                | Semifinales | Semifinales |         |               | Final         | Final        |  |
|  | 7 de agosto      | 7 de agosto      |                |                | 9 de agosto | 9 de agosto |         |               | 11 de agosto  | 11 de agosto |  |
|  |                  |                  |                |                |             |             |         |               |               |              |  |
|  |                  |                  |                |                |             |             |         |               |               |              |  |
|  | Alemania         | 71               |                |                |             |             |         |               |               |              |  |
|  | Alemania         | 71               |                |                |             |             |         |               |               |              |  |
|  | Francia          | 84               |                |                |             |             |         |               |               |              |  |
|  | Francia          | 84               |                | Francia (TE)   | 81          |             |         |               |               |              |  |
|  |                  |                  |                | Francia (TE)   | 81          |             |         |               |               |              |  |
|  |                  |                  | Bélgica        | 75             |             |             |         |               |               |              |  |
|  | España           | 66               | Bélgica        | 75             |             |             |         |               |               |              |  |
|  | España           | 66               |                |                |             |             |         |               |               |              |  |
|  | Bélgica          | 79               |                |                |             |             |         |               |               |              |  |
|  | Bélgica          | 79               |                |                |             |             |         | Francia       | 66            |              |  |
|  |                  |                  |                |                |             |             |         | Francia       | 66            |              |  |
|  |                  |                  | Estados Unidos | 67             |             |             |         |               |               |              |  |
|  | Nigeria          | 74               | Estados Unidos | 67             |             |             |         |               |               |              |  |
|  | Nigeria          | 74               |                |                |             |             |         |               |               |              |  |
|  | Estados Unidos   | 88               |                |                |             |             |         |               |               |              |  |
|  | Estados Unidos   | 88               |                | Estados Unidos | 85          |             |         | Tercer puesto | Tercer puesto |              |  |
|  |                  |                  |                | Estados Unidos | 85          |             |         | Tercer puesto | Tercer puesto |              |  |
|  |                  |                  | Australia      | 64             |             |             |         |               |               |              |  |
|  | Serbia           | 67               | Australia      | 64             |             |             | Bélgica | 81            |               |              |  |
|  | Serbia           | 67               |                |                |             |             | Bélgica | 81            |               |              |  |
|  | Australia        | 85               |                |                |             |             |         |               | Australia     | 85           |  |
|  | Australia        | 85               |                |                |             |             |         |               | Australia     | 85           |  |
|  |                  |                  |                |                |             |             |         |               |               |              |  |

### Cuartos de final
| 7 de agosto | Serbia                                                                            | 67–85                                 | Australia                                                                     | París |  |
| 11.00       | Parciales: 19-26, 13-22, 16-24, 19-13                                             | Parciales: 19-26, 13-22, 16-24, 19-13 | Parciales: 19-26, 13-22, 16-24, 19-13                                         | |  |
|             | Estadísticas Jovana Nogić 17 Ivana Raca 7 Y. Anderson, J. Nogić 5 Jovana Nogić 19 | Reporte Pts Reb Asts Val              | Estadísticas 22 Alanna Smith 13 Alanna Smith 5 Jade Melbourne 33 Alanna Smith | Pabellón: Arena Bercy Asistencia: 12 337 espectadores Árbitros: Martin Vulić Ariadna Chueca Yevgeniy Mikheyev |  |

| 7 de agosto | España                                                                                  | 66–79                                 | Bélgica                                                                                              | París |  |
| 14:30       | Parciales: 26-26, 11-22, 12-19, 17-12                                                   | Parciales: 26-26, 11-22, 12-19, 17-12 | Parciales: 26-26, 11-22, 12-19, 17-12                                                                | |  |
|             | Estadísticas Megan Gustafson 21 Megan Gustafson 7 M. Ortiz, L. Gil 3 Megan Gustafson 21 | Reporte Pts Reb Asts Val              | Estadísticas 19 E. Meesseman, K. Linskens 9 Emma Meesseman 7 A. Delaere, J. Vanloo 32 Emma Meesseman | Pabellón: Arena Bercy Asistencia: 11 852 espectadores Árbitros: Matthew Kallio Jenna Reneau Maripier Malo |  |

| 7 de agosto | Alemania                                                                                  | 71–84                                 | Francia                                                                             | París                                                                                                  |  |
| 18:00       | Parciales: 19-23, 14-22, 16-21, 22-18                                                     | Parciales: 19-23, 14-22, 16-21, 22-18 | Parciales: 19-23, 14-22, 16-21, 22-18                                               | |  |
|             | Estadísticas Nyara Sabally 20 Nyara Sabally 13 A. Peterson, L. Fiebich 3 Nyara Sabally 21 | Reporte Pts Reb Asts Val              | Estadísticas 24 Marine Johannès 6 Gabby Williams 5 Gabby Williams 22 Gabby Williams | Pabellón: Arena Bercy Asistencia: 12 399 espectadores Árbitros: Amy Bonner Carlos Peralta Blanca Burns |  |

| 7 de agosto | Nigeria                                                                                  | 74–88                                 | Estados Unidos                                                            | París |  |
| 21:30       | Parciales: 17-26, 16-26, 15-24, 26-12                                                    | Parciales: 17-26, 16-26, 15-24, 26-12 | Parciales: 17-26, 16-26, 15-24, 26-12                                     | |  |
|             | Estadísticas Promise Amukamara 19 Pallas Kunaiyi-Akpannah 8 Ezinne Kalu 7 Amy Okonkwo 16 | Reporte Pts Reb Asts Val              | Estadísticas 20 A'ja Wilson 11 A'ja Wilson 6 Alyssa Thomas 32 A'ja Wilson | Pabellón: Arena Bercy Asistencia: 12 437 espectadores Árbitros: Viola Györgyi Juan Fernández Yann Davidson |  |

### Semifinales
| 9 de agosto | Estados Unidos                                                                | 85–64                                 | Australia                                                                      | París |  |
| 17:30       | Parciales: 20-16, 25-11, 21-13, 19-24                                         | Parciales: 20-16, 25-11, 21-13, 19-24 | Parciales: 20-16, 25-11, 21-13, 19-24                                          | |  |
|             | Estadísticas Breanna Stewart 16 A'ja Wilson 8 tres jugadoras 5 A'ja Wilson 22 | Reporte Pts Reb Asts Val              | Estadísticas 11 Isobel Borlase 7 Alanna Smith 3 tres jugadoras 13 Alanna Smith | Pabellón: Arena Bercy Asistencia: 11 919 espectadores Árbitros: Gatis Saliņš Viola Györgyi Péter Praksch |  |

| 9 de agosto | Francia                                                                                     | 81–75                                              | Bélgica                                                                             | París |  |
| 21:00       | Parciales: 14-17, 17-19, 17-15, 18-15 (T.E.: 15-9)                                          | Parciales: 14-17, 17-19, 17-15, 18-15 (T.E.: 15-9) | Parciales: 14-17, 17-19, 17-15, 18-15 (T.E.: 15-9)                                  | |  |
|             | Estadísticas Gabby Williams 18 I. Rupert, M. Badiane 7 Marine Johannès 5 Valériane Ayayi 20 | Reporte Pts Reb Asts Val                           | Estadísticas 19 Emma Meesseman 14 Emma Meesseman 6 tres jugadoras 28 Emma Meesseman | Pabellón: Arena Bercy Asistencia: 12 389 espectadores Árbitros: Luis Castillo Takaki Kato Ariadna Chueca |  |

### Tercer puesto
| 11 de agosto | Bélgica                                                                       | 81–85                                 | Australia                                                                                 | París                                                                                                |  |
| 11:30        | Parciales: 19-20, 17-17, 25-23, 20-25                                         | Parciales: 19-20, 17-17, 25-23, 20-25 | Parciales: 19-20, 17-17, 25-23, 20-25                                                     | |  |
|              | Estadísticas Julie Vanloo 26 Kyara Linskens 8 Julie Vanloo 11 Julie Vanloo 32 | Reporte Pts Reb Asts Val              | Estadísticas 30 Eziyoda Magbegor 13 Eziyoda Magbegor 7 Jade Melbourne 45 Eziyoda Magbegor | Pabellón: Arena Bercy Asistencia: 11 968 espectadores Árbitros: Amy Bonner Blanca Burns Jenna Reneau |  |

### Final
| 11 de agosto | Francia                                                                             | 66–67                                | Estados Unidos                                                               | París                                                                                                   |  |
| 15:30        | Parciales: 9-15, 16-10, 18-20, 23-22                                                | Parciales: 9-15, 16-10, 18-20, 23-22 | Parciales: 9-15, 16-10, 18-20, 23-22                                         | |  |
|              | Estadísticas Gabby Williams 19 Gabby Williams 7 Marième Badiane 3 Gabby Williams 20 | Reporte Pts Reb Asts Val             | Estadísticas 21 A'ja Wilson 13 A'ja Wilson 4 K. Plum, C. Gray 25 A'ja Wilson | Pabellón: Arena Bercy Asistencia: 12 126 espectadores Árbitros: Boris Krejič Viola Györgyi Martin Vulić |  |

|                                    |
| Bandera de Estados Unidos          |
| Campeón Estados Unidos 10.º título |

## Clasificación final
| Pos.              | Equipo         | G-P | PF  | PC  | Dif. | Pts |
| ----------------- | -------------- | --- | --- | --- | ---- | --- |
| Medalla de oro    | Estados Unidos | 6-0 | 516 | 422 | +94  | 12  |
| Medalla de plata  | Francia        | 4-2 | 453 | 400 | +53  | 10  |
| Medalla de bronce | Australia      | 4-2 | 445 | 445 | 0    | 10  |
| 4                 | Bélgica        | 2-4 | 463 | 460 | +3   | 8   |
| 5                 | España         | 3-1 | 289 | 292 | −3   | 7   |
| 6                 | Serbia         | 2-2 | 268 | 269 | −1   | 6   |
| 7                 | Alemania       | 2-2 | 297 | 304 | −7   | 6   |
| 8                 | Nigeria        | 2-2 | 282 | 295 | −13  | 6   |
| 9                 | China          | 1-2 | 228 | 229 | −1   | 4   |
| 10                | Puerto Rico    | 0-3 | 175 | 201 | −26  | 3   |
| 11                | Canadá         | 0-3 | 189 | 224 | −35  | 3   |
| 12                | Japón          | 0-3 | 198 | 262 | −64  | 3   |

## Galardones y estadísticas

### Estadísticas

#### Jugadoras
| Posición | Jugadora        | Promedio |
| -------- | --------------- | -------- |
| 1.       | Emma Meesseman  | 23,3     |
| 2.       | Satou Sabally   | 18,8     |
| 3.       | A'ja Wilson     | 18,7     |
| 4.       | Ezinne Kalu     | 18,5     |
| 5.       | Megan Gustafson | 18,0     |

| Posición | Jugadora        | Promedio |
| -------- | --------------- | -------- |
| 1.       | Li Yueru        | 11,0     |
| 2.       | A'ja Wilson     | 10,2     |
| 3.       | Megan Gustafson | 9,3      |
| 4.       | Mya Hollingshed | 8,7      |
| 5.       | Alanna Smith    | 8,0      |

| Posición | Jugadora        | Promedio |
| -------- | --------------- | -------- |
| 1.       | Julie Vanloo    | 6,8      |
| 2.       | Yvonne Anderson | 6,5      |
| 3.       | Li Meng         | 6,0      |
| 3.       | Yang Liwei      | 6,0      |
| 3.       | Rui Machida     | 6,0      |

| Posición | Jugadora          | Promedio |
| -------- | ----------------- | -------- |
| 1.       | A'ja Wilson       | 2,7      |
| 2.       | Emma Meesseman    | 2,5      |
| 3.       | Breanna Stewart   | 1,7      |
| 4.       | Eziyoda Magbebor  | 1,5      |
| 5.       | Dragana Stanković | 1,3      |
| 5.       | Kyara Linskens    | 1,3      |
| 5.       | Marième Badiane   | 1,3      |

| Posición | Jugadora            | Promedio |
| -------- | ------------------- | -------- |
| 1.       | Trinity San Antonio | 3,0      |
| 1.       | Promise Amukamara   | 3,0      |
| 3.       | Gabby Williams      | 2,8      |
| 4.       | Yvonne Anderson     | 2,5      |
| 4.       | Ezinne Kalu         | 2,5      |
| 4.       | Leonie Fiebich      | 2,5      |

| Posición | Jugadora        | Promedio |
| -------- | --------------- | -------- |
| 1.       | Emma Meesseman  | 28,5     |
| 2.       | A'ja Wilson     | 25,7     |
| 3.       | Megan Gustafson | 23,0     |
| 4.       | Li Yueru        | 21,7     |
| 5.       | Breanna Stewart | 20,3     |

#### Equipos
| Posición | Equipo         | Promedio |
| -------- | -------------- | -------- |
| 1.       | Estados Unidos | 86,0     |
| 2.       | Bélgica        | 77,2     |
| 3.       | China          | 76,0     |
| 4.       | Francia        | 75,5     |
| 5.       | Alemania       | 74,3     |

| Posición | Equipo         | Promedio |
| -------- | -------------- | -------- |
| 1.       | Estados Unidos | 47,5     |
| 2.       | China          | 42,7     |
| 3.       | Australia      | 40,2     |
| 4.       | Canadá         | 39,7     |
| 5.       | Alemania       | 39,3     |

| Posición | Equipo         | Promedio |
| -------- | -------------- | -------- |
| 1.       | Estados Unidos | 27,7     |
| 2.       | Bélgica        | 24,2     |
| 3.       | China          | 24,0     |
| 4.       | Australia      | 21,3     |
| 5.       | España         | 20,8     |

| Posición | Equipo         | Promedio |
| -------- | -------------- | -------- |
| 1.       | Estados Unidos | 6,0      |
| 2.       | Bélgica        | 5,2      |
| 3.       | Francia        | 4,2      |
| 4.       | Australia      | 3,7      |
| 5.       | Canadá         | 3,0      |

| Posición | Equipo      | Promedio |
| -------- | ----------- | -------- |
| 1.       | Nigeria     | 12,0     |
| 2.       | Francia     | 11,7     |
| 3.       | Serbia      | 11,5     |
| 4.       | España      | 9,5      |
| 5.       | Puerto Rico | 8,7      |

| Posición | Equipo         | Promedio |
| -------- | -------------- | -------- |
| 1.       | Estados Unidos | 115,8    |
| 2.       | Bélgica        | 92,7     |
| 3.       | China          | 89,0     |
| 4.       | Australia      | 88,2     |
| 5.       | Francia        | 86,2     |

### Premios
Los premios fueron anunciados el 11 de agosto de 2024, una vez terminado el torneo. 
| Quinteto ideal                                                         |
| ---------------------------------------------------------------------- |
| Gabby Williams Alanna Smith A'ja Wilson Breanna Stewart Emma Meesseman |
| Segundo mejor quinteto                                                 |
| Ezinne Kalu Julie Vanloo Satou Sabally Valériane Ayayi Ezi Magbegor    |
| MVP: A'ja Wilson                                                       |
| Estrella emergente: Jade Melbourne                                     |
| Mejor jugadora defensiva: Gabby Williams                               |
| Mejor entrenadora: Rena Wakama                                         |

## Plantillas de los equipos medallistas
- Estados Unidos:

Jewell Loyd, Kelsey Plum, Sabrina Ionescu, Kahleah Copper, Chelsea Gray, A'ja Wilson, Breanna Stewart, Napheesa Collier, Diana Taurasi, Jackie Young, Alyssa Thomas, Brittney Griner. Seleccionadora: Cheryl Reeve.
- Francia:

Marine Fauthoux, Alexia Chartereau, Sarah Michel, Valériane Ayayi, Iliana Rupert, Janelle Salaün, Dominique Malonga, Gabby Williams, Marième Badiane, Marine Johannès, Leïla Lacan, Romane Bernies. Seleccionador: Jean-Aimé Toupane.
- Australia:

Jade Melbourne, Kristy Wallace, Stephanie Talbot, Tess Madgen, Alanna Smith, Eziyoda Magbegor, Marianna Tolo, Cayla George, Amy Atwell, Isobel Borlase, Lauren Jackson, Samantha Whitcomb. Seleccionadora: Sandy Brondello.